# Dorus Witte
Dorus Witte (26 oktober 1996) is een Nederlandse actrice. Ze is vooral bekend van haar rol in de film Spijt! in 2013 en van haar rol in de televisieserie Gooische Vrouwen.
Haar vader is de Nederlandse acteur Leopold Witte.

## Filmografie

### Film
- 2011 - Gooische Vrouwen (film) - Annabel Lodewijkx
- 2012 - De vloer op jr. - Diverse rollen
- 2013 - Spijt! - Vera
- 2014 - Gooische Vrouwen 2 - Annabel Lodewijkx

### Televisie
- 2005-2009 - Gooische Vrouwen (serie) - Annabel Lodewijkx
- 2015 - SpangaS - Josefien, afl. Bodil is woedend
- 2015 - 4Jim - Nelleke
- 2016 - Flikken Rotterdam - Lara van Dijk, afl. Aanslag
- 2016 - De Fractie - Nathalie Leusingh, afl. Verstroefd